# 柏林山

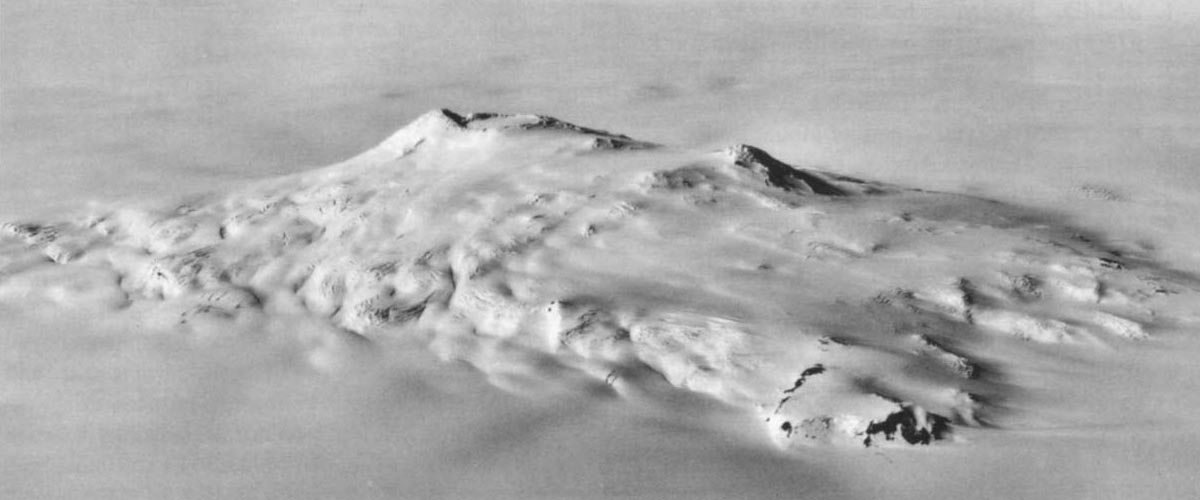

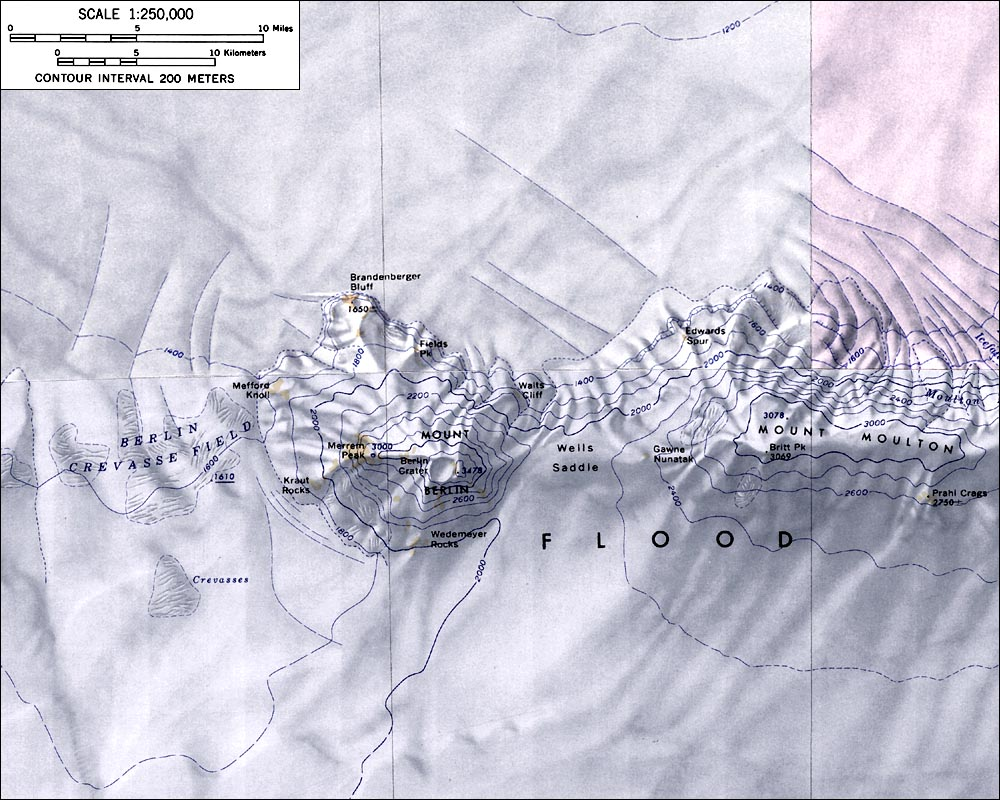

76°3′S 135°52′W / 76.050°S 135.867°W
柏林山（英語：Mount Berlin）是南極洲的火山，位於瑪麗伯德地，海拔高度3,478米，該火山在1934年被美國探險隊發現，最近一次火山噴發在公元前8350年發生。